# مايك برنارد (عازف جاز)
مايك برنارد (بالإنجليزية: Mike Bernard)‏ هو عازف جاز أمريكي، ولد في 17 مارس 1881 في مانهاتن في الولايات المتحدة، وتوفي بنفس المكان في 27 يونيو 1936.